# Zagrajec
Zagrajec je naselje v Občini Komen. Nahaja se na južnem pobočju hriba Birhula (359 m), ob cesti Komen - Nova Gorica, med naseljema Ivanji Grad in Vojščica. Dela vasi so Birhlja in Brith.